# Rustam Tariko
Rustam Wasiljewicz Tariko (ros. Руста́м Васи́льевич Тари́ко; ur. 17 marca 1962 w Mienzielinsku) – rosyjski przedsiębiorca, nazywany „królem wódki”. Jest założycielem holdingu Russian Standard. W 2013 roku kupił CEDC, które od 2022 roku należy do firmy Maspex. 
Rustam Tariko, z majątkiem szacowanym na 1,7 mld dol., zajmuje 39. miejsce na liście 100 najbogatszych ludzi Europy Środkowej i Wschodniej 2008 tygodnika „Wprost”.

## Życie prywatne
Ma dwie córki i syna.